# Fong Sai-yuk II
Fong Sai-yuk II (chinês: 方世玉續集; pinyin: Fāng Shìyù Xùjí, no Brasil: A Saga de Um Herói 2), é um filme de comédia de artes marciais de Hong Kong de 1993, dirigido por Corey Yuen, produzido e estrelado por Jet Li como o herói folclórico chinês Fong Sai-yuk. O filme é uma sequência de Fong Sai-yuk, que foi lançado no mesmo ano. Duas ex-vencedoras do concurso Miss Hong Kong, Michelle Reis e Amy Kwok, interpretam as esposas de Fong Sai-yuk.

## Enredo
Fong Sai-yuk e sua esposa, Ting-ting, agora são membros plenos da Sociedade da Flor Vermelha, uma sociedade secreta que busca derrubar a dinastia Qing. O líder da sociedade é o padrinho de Fong, Chan Ka-lok, que pretende preparar Fong para se tornar seu sucessor. O vice-líder de Chan, o implacável Yu Chun-hoi, tenta atrapalhar Fong e prejudicá-lo. Os membros da sociedade desconhecem que Chan é, na verdade, um irmão mais novo há muito perdido do imperador Qianlong. Embora Chan seja fiel à causa da sociedade, ele teme que os membros possam renunciar à sua lealdade caso descubram sua verdadeira identidade. Enquanto isso, alguns rōnin japoneses descobrem provas da verdadeira identidade de Chan e tentam entregá-las ao imperador Qianlong em uma caixa vermelha.
Chan envia Fong e outros em uma missão para interceptar os rōnin e recuperar as provas, mas Fong se distrai ao ver uma donzela em perigo e foca em resgatá-la. Em um momento crítico, quando Fong está quase sendo morto pelos rōnin, sua mãe, Miu Tsui-fa, aparece e o salva. Mesmo assim, os rōnin conseguem fugir e entregam as provas a Suen Si-ngai, o vice-rei da província de Guangdong. A mulher que Fong havia resgatado antes é Suen On-yee, filha do vice-rei. Chan planeja que Fong conquiste Suen On-yee e recupere a caixa vermelha dela. Fong entra em um torneio de artes marciais organizado pelo vice-rei para ganhar a mão de On-yee em casamento e aproveitar a oportunidade para roubar a caixa vermelha. Suen On-yee, por sua vez, se apaixona de verdade por Fong e se casa com ele por amor. No entanto, o vice-rei está ciente da verdadeira intenção de Fong no casamento e envia soldados para capturá-lo. Suen On-yee consegue convencer o pai a libertar Fong ao ameaçar cometer suicídio.
Fong retorna à Sociedade da Flor Vermelha com a caixa vermelha, mas mente dizendo que falhou na missão porque não quer que Yu Chun-hoi roube as provas e as use para difamar Chan. Como Fong havia prometido antes que se auto-mutilaria se falhasse, Yu Chun-hoi, de forma maldosa, lembra Chan do acordo. Chan incapacita Fong, deixando-o impossibilitado de praticar artes marciais novamente — mas Chan apenas finge deixá-lo aleijado, infligindo-lhe feridas superficiais, e Fong se recupera rapidamente. Enquanto isso, Yu incita os membros da sociedade a se voltarem contra Chan e toma o cargo de líder. Yu então envia seus homens para matar Fong a fim de silenciá-lo. Fong consegue escapar, mas sua mãe é capturada por Yu. Para salvar sua mãe, Fong volta e luta heroicamente contra os homens de Yu, vendando os olhos para não ver seus antigos companheiros derramando sangue. Fong enfrenta Yu e o mata após uma intensa batalha. Ele resgata seu padrinho da prisão e o restaura ao posto de líder. No final, as duas esposas de Fong chegam a um entendimento mútuo e passam a agir em perfeita sintonia. Fong declara que se aposentará da comunidade de artistas marciais e passará o resto da vida com sua família.

## Elenco
- Jet Li como Fong Sai-yuk
- Josephine Siao como Miu Tsui-fa
- Adam Cheng como Chan Ka-lok
- Michelle Reis como Lui Ting-ting
- Amy Kwok como Suen On-yee
- Corey Yuen como Lee Kwok-bong
- Ji Chunhua como Yu Chun-hoi
- Peter Chan como Magu

## Lançamento
Fong Sai-yuk II foi lançado em 30 de julho de 1993. Nas Filipinas, o filme foi lançado pela Solar Films como Once Upon a Time in China-6 em 30 de agosto de 1995, conectando o filme à série Era Uma Vez na China, estrelada por Jet Li, apesar de não estarem relacionados.

## Mídia doméstica
No Reino Unido, o filme (lançado como The Legend II) foi assistido por 1,5 milhão de espectadores na televisão em 2004, tornando-se o terceiro filme em língua estrangeira mais assistido do ano (atrás de O Tigre e o Dragão e Primeiro Impacto). O filme original Fong Sai-yuk  teve 1 milhão de telespectadores britânicos no mesmo ano, somando 2,5 milhões de visualizações combinadas em 2004.

### Versões alternativas

#### Versão americana
O DVD lançado pela Dimension é dublado em inglês e contém músicas diferentes em relação à versão original de Hong Kong, lançada pela Universe. As versões de Hong Kong incluem: Universe Old version DVD (legendas embutidas), Universe Remastered DVD (legendas opcionais), Universe VCD (legendas embutidas, baseado na versão antiga) e a fita VHS da Tai Seng (também baseada na versão antiga). A versão americana, lançada como The Legend II, corta uma cena em que Lee Kwok-bong aparece nu, mas o restante do filme permanece intacto. O DVD remasterizado da Universe mantém uma tonalidade avermelhada ao longo de todo o filme, exceto nas cenas noturnas.

#### Versão taiwanesa
A versão taiwanesa, lançada como Gongfu Huangdi 2 (功夫皇帝2; Kungfu Emperor 2) e dublada em mandarim, é distribuída pela Scholar/Taiwan e é mais longa do que todas as outras versões. A sequência de abertura mostra uma tela branca com créditos chineses em vermelho. A versão de Hong Kong tem créditos em inglês, enquanto a taiwanesa não. Alguns trechos omitidos em todas as outras versões incluem:
- Cenas em flashback no início em cores (não em preto e branco como na versão de Hong Kong), incluindo uma cena adicional de Miu Tsui-fa falando e comendo ao mesmo tempo e outra cena mostrando Fong Sai-yuk quando criança. Alguns flashbacks do filme anterior também foram cortados.
- Um diálogo após Ting-ting dizer: “Você só se importa com sua mãe, não comigo!”.
- Uma cena de Chan Ka-lok dizendo: “Sai-yuk, vamos”.
- A cena do banho mostrando as nádegas de Lee Kwok-bong foi cortada da versão taiwanesa por danos na cópia e nudez.
- Cena estendida na luta final, mostrando Yu Chun-hoi pisando no rosto de Fong Sai-yuk.

A versão taiwanesa mantém a voz original de Jet Li em mandarim. As barras pretas superior e inferior se movem devido à transferência de filme e não apresentam a tonalidade vermelha do DVD remasterizado de Hong Kong.